# سيمون لينا سينغ
سيمون لينا سينغ (بالإنجليزية: Simon Lehna Singh)‏ (من مواليد 19 سبتمبر 1964) هو مؤلف علوم شعبية بريطاني، والفيزيائي النظري والجزيئي الذي تحتوي أعماله إلى حد كبير على عنصر رياضي قوي. تشمل مؤلفاته المكتوبة مبرهنة فيرما الأخيرة (في الولايات المتحدة بعنوان لغز فيرما: السعي الملحمي لحل أعظم مسألة رياضية في العالم)، كتاب الشفرة (حول التشفير وتاريخه)، الانفجار العظيم (حول نظرية الانفجار العظيم وأصل الكون)، الطب البديل خدعة أم علاج؟ (حول الطب التكميلي والبديل، شارك في كتابته إدزارد إرنست) و عائلة سمبسون وأسرارهم الرياضية (حول الأفكار والنظريات الرياضية المخفية في حلقات من عائلة سمبسون وفوتثرما). في عام 2012 أسس سينغ جمعية التفكير الجيد.

## معرض صور

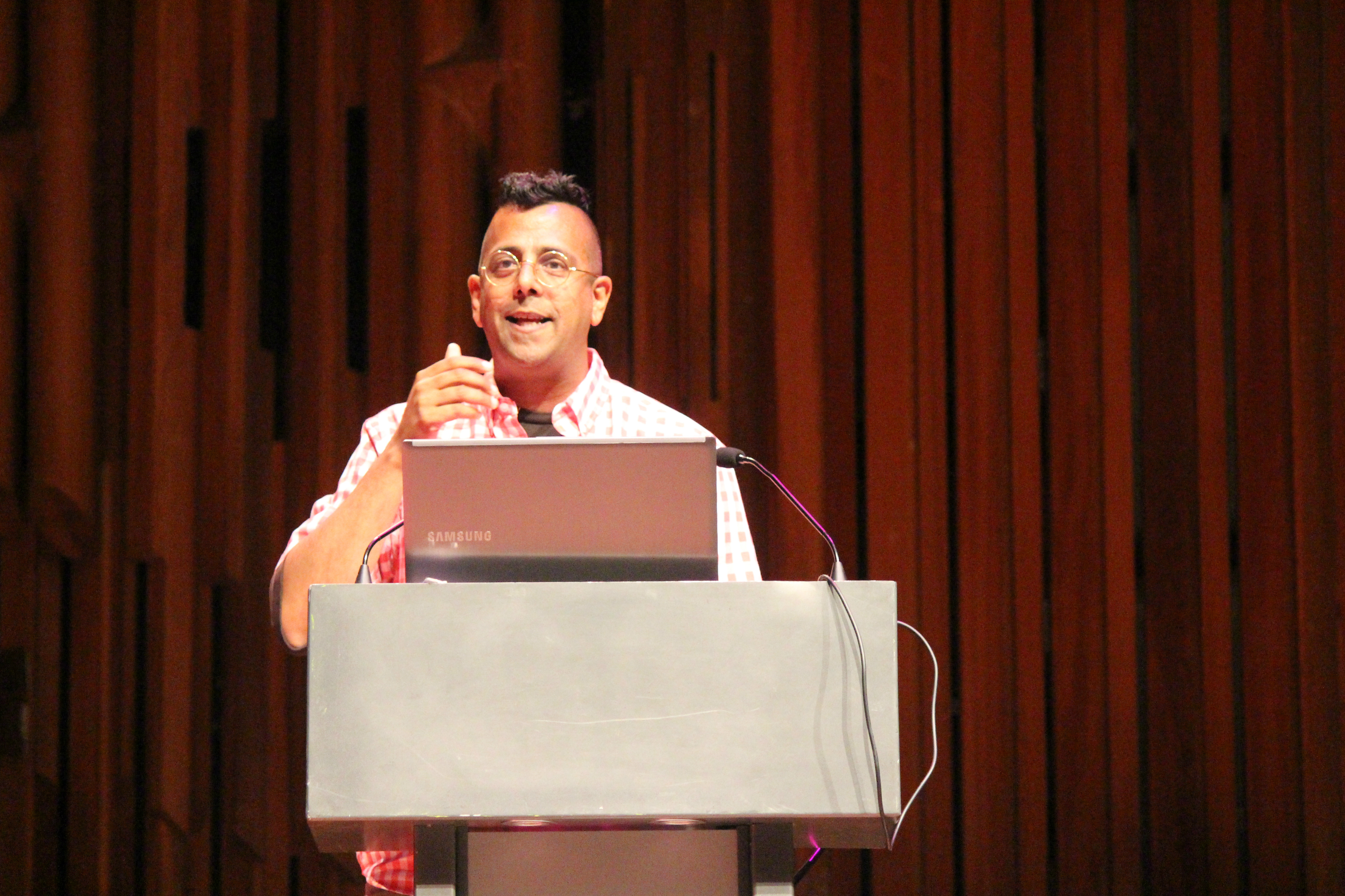
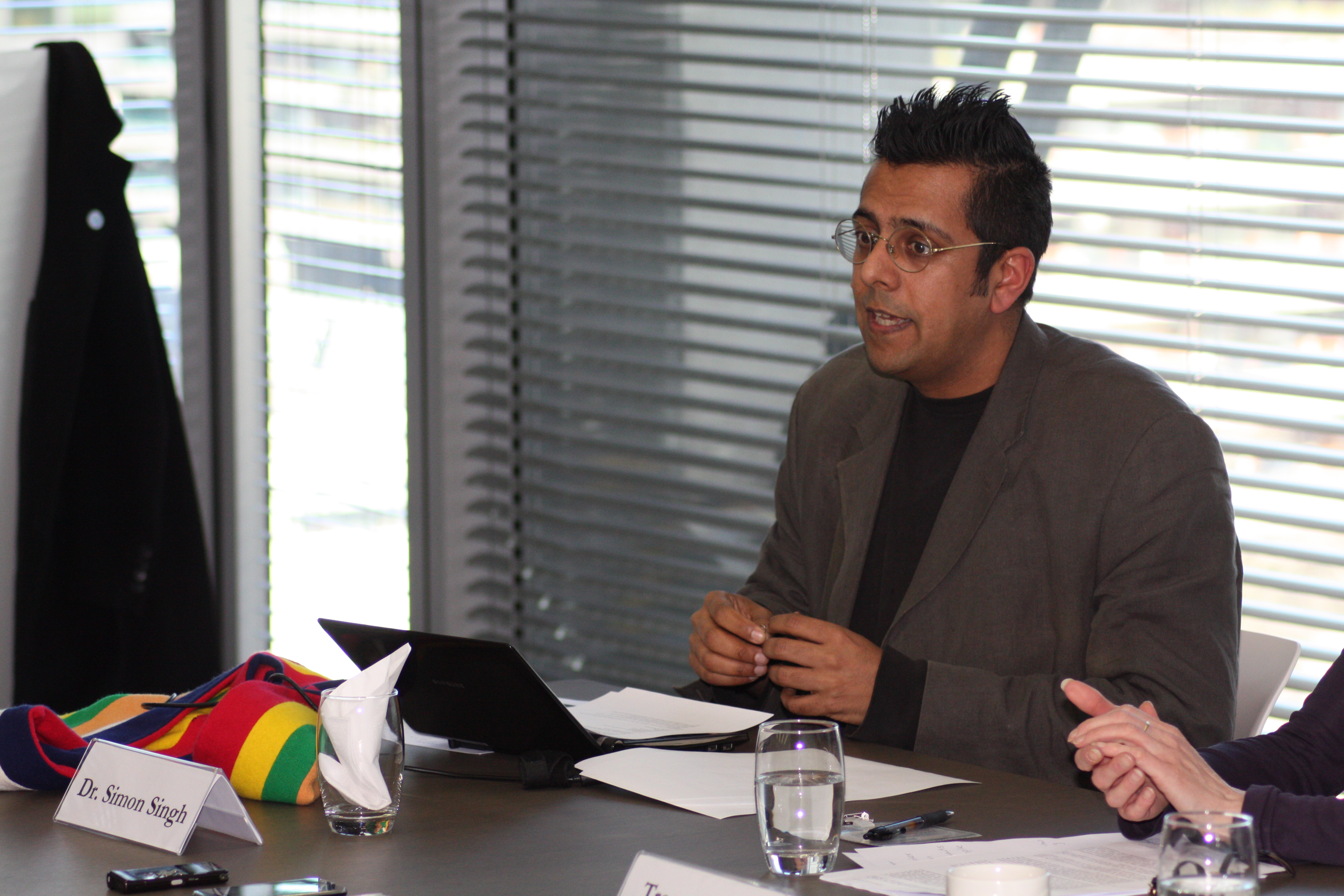
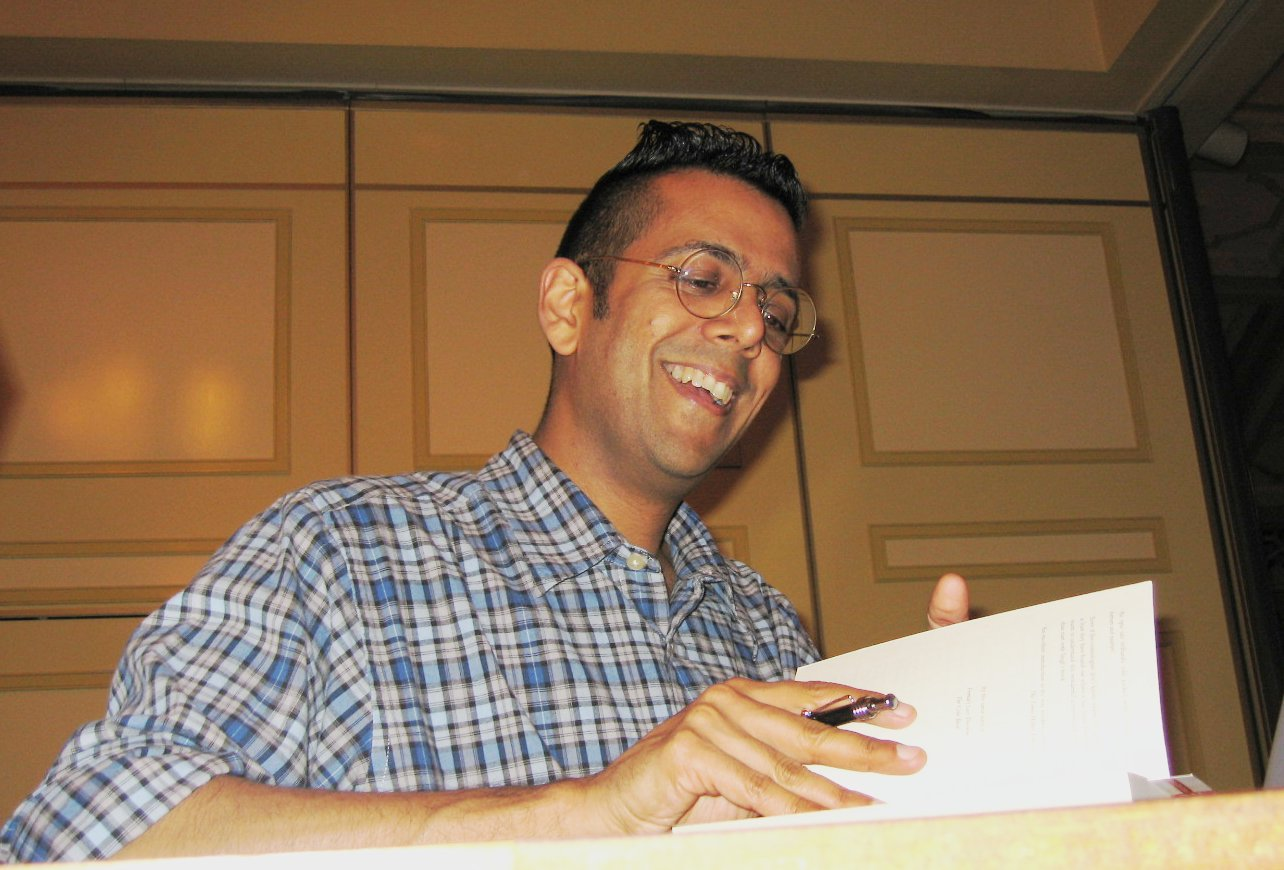
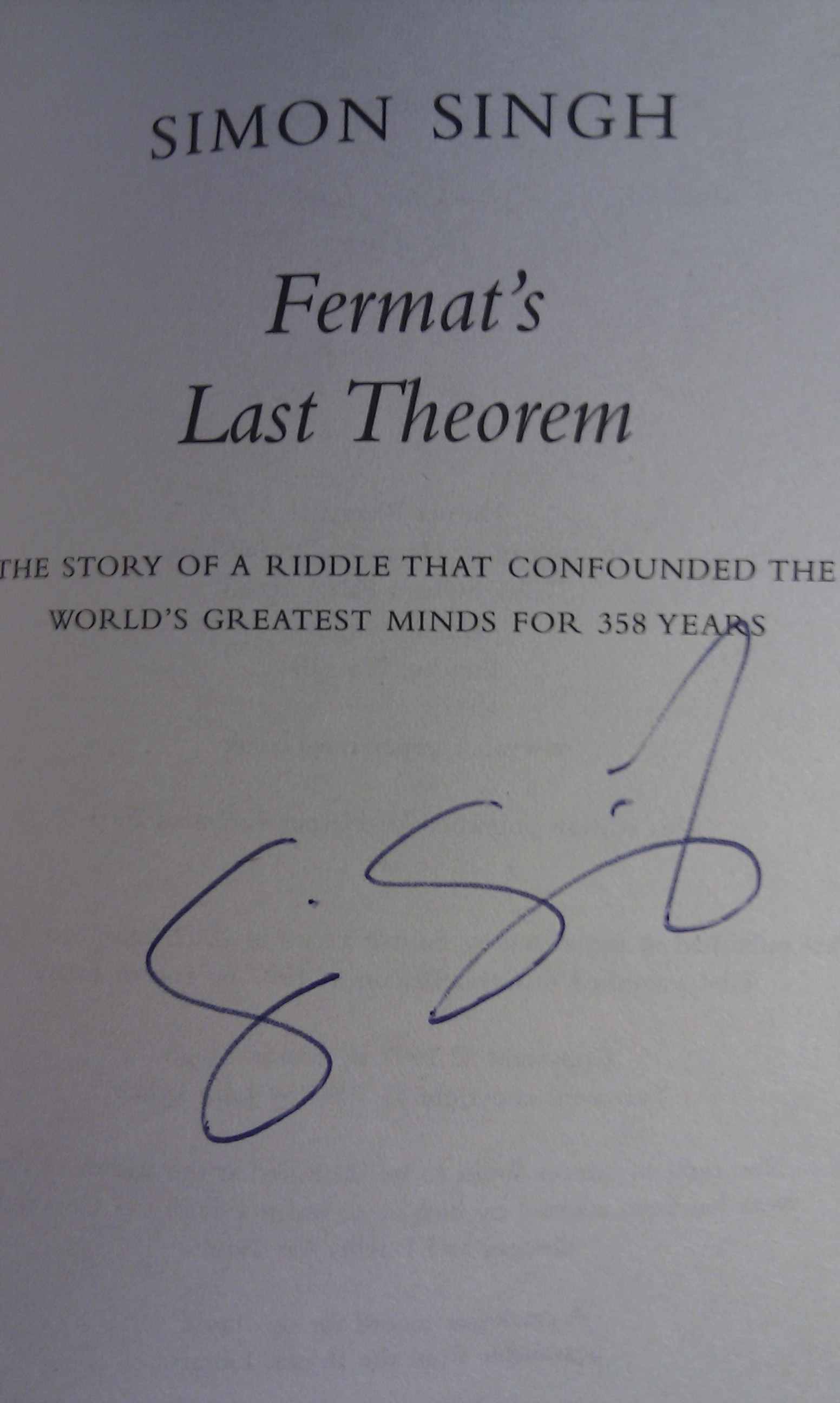

## روابط خارجية
- سيمون لينا سينغ على موقع IMDb (الإنجليزية)
- سيمون لينا سينغ على موقع إن إن دي بي (الإنجليزية)